# Robert Gallas

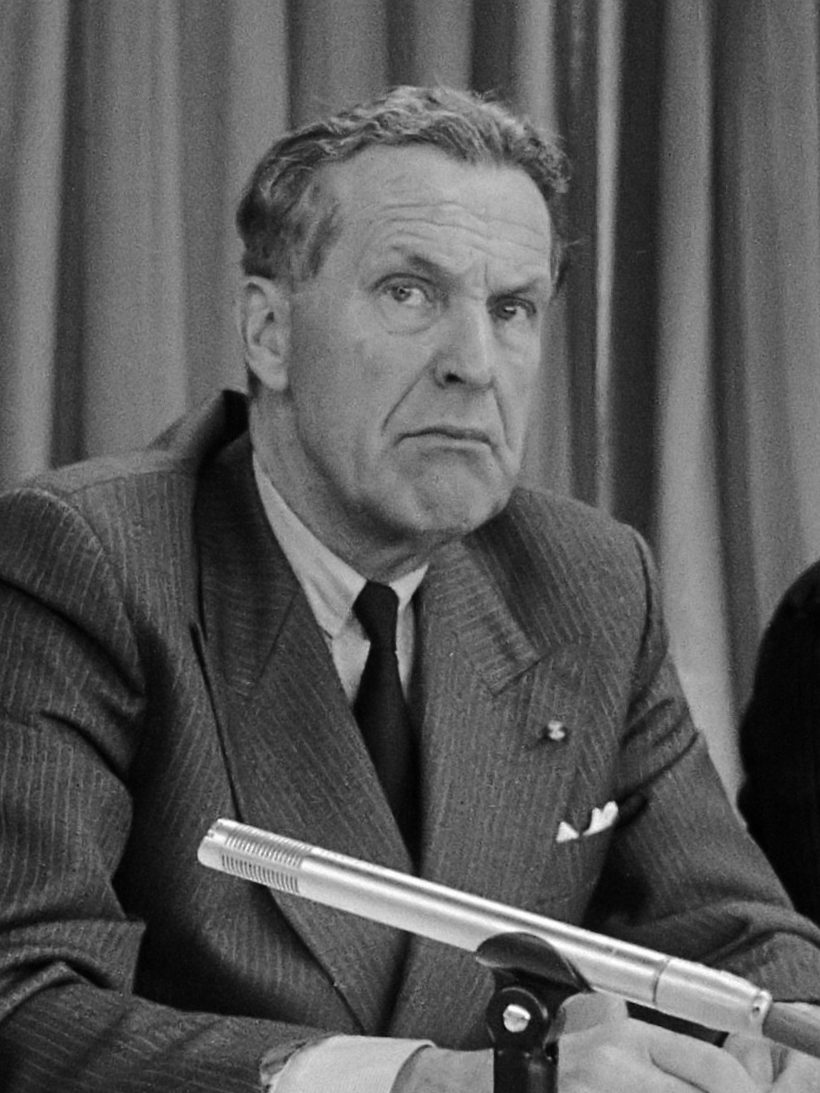
Robert Gallas (1983)

Robbert Marie (Robert) Gallas (Zevenhuizen (ZH), 24 april 1923 – ’s-Gravenhage, 23 november 2005) was een Nederlands burgemeester.
Hij was van 19 juni 1962 tot augustus 1968 burgemeester van Leiderdorp, daarna in de periode 1968-1979 van Alphen aan den Rijn en van 18 mei 1979 tot 10 mei 1985 burgemeester van Delft. Hij was lid van de CHU en na de fusie in 1980 van het CDA. Zijn grootvader Pieter Gallas jr. (1839-1917) was burgemeester te Hellevoetsluis en Nieuw-Helvoet. Een verdere voorvader, Eduard Gallas (1675-1725), was burgemeester in Brielle.
Op 23 juni 1970 nam de gemeenteraad van Leiderdorp het besluit om een straat naar Gallas te vernoemen; dat werd de Gallaslaan. Gallas was Ridder in de Orde van de Nederlandse Leeuw, Officier in de Orde van Oranje-Nassau en Officier de la Légion d'honneur.